# Frank Wild
Pour les articles homonymes, voir Wild.
John Robert Francis « Frank » Wild, né le 10 avril 1873 à Skelton dans le Yorkshire et mort le 19 août 1939 à Klerksdorp en Afrique du Sud, est un explorateur de l'Antarctique.

## Biographie
John Wild est l'aîné des 8 fils de Benjamin Wild, maître d'école, et de Mary Wild, couturière. Il fait ses études à Bedford, puis se fait embaucher dans la marine marchande en 1889. Il devient Second officier, puis rejoint la Royal Navy en 1900 comme matelot qualifié. En 1901, il se porte volontaire pour l'expédition britannique  Discovery en Antarctique dirigée par Robert Falcon Scott. Il participe à plusieurs raids en traîneau, dont une tentative vers le cap Crozier.
En 1907, il rejoint l'expédition antarctique Nimrod, dirigée par Ernest Shackleton, dans laquelle il est responsable des vivres. Il est membre du Southern Party, dirigé par Shackleton, qui part le 29 octobre 1908 en direction du pôle Sud.
Wild est membre, en 1911, de l'expédition antarctique australasienne  Aurora, dirigée par Douglas Mawson, dans laquelle il est responsable de la base ouest. En décembre 1912, il atteint un sommet nommé mont Barr Smith (en) avec trois compagnons.
Il  est commandant en second de l'expédition Endurance (1914-1916).
À son retour, il rejoint la Royal Navy et sert comme officier de transport sur le front de la Russie du Nord. En 1918-1919, il hiverne au Spitzberg, puis se rend en Afrique australe pour travailler comme agriculteur. Il assure, en 1921, le commandant en second de l'expédition antarctique Shackleton-Rowett et dirige celle-ci après la mort de Shackleton.
Il retourne ensuite à sa ferme en Afrique du Sud, travaille comme barman dans un hôtel et ouvrier dans une mine d'or. 72 ans après sa mort, ses cendres ont été transférées à côté de la tombe de Shackleton au cimetière de Grytviken en Géorgie du Sud.

### Expédition Discovery
En 1901, il est membre de l'équipage de l'expédition Discovery de Robert Falcon Scott, où il fait la connaissance d'Ernest Shackleton qui est alors sous-lieutenant.

### Expédition Nimrod

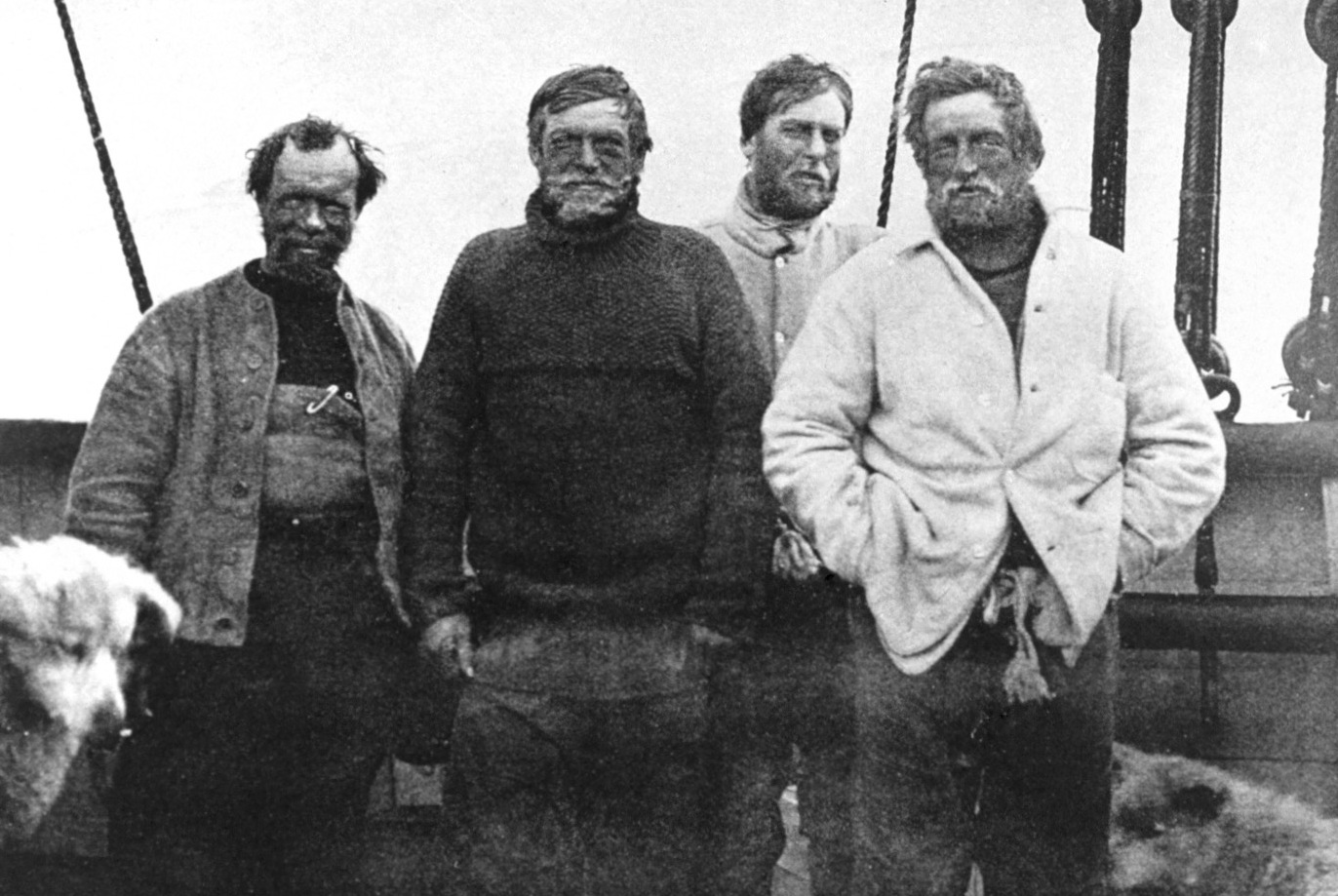
Frank Wild à gauche de la photo, à côté de Shackleton.

Il est membre de l'expédition Nimrod d'Ernest Shackleton, en 1908-1909 et faisait partie de l'équipe qui traversa la barrière de Ross et le glacier Beardmore à la latitude record de 88° 23′ S.

### Expédition antarctique australasienne
En 1911, il se joint à l'expédition antarctique australasienne de Douglas Mawson où il est chargé de la base ouest de la barrière de glace de Shackleton.

### Expédition Endurance
Il est commandant en second dans l'Expédition Endurance d'Ernest Shackleton en 1914-1916. C'est au cours de cette dernière expédition qu'il a été chargé, en tant que commandant en second, de prendre soin de 21 hommes sur l'île de l'Éléphant pendant que Shackleton accompagné de quelques hommes accomplissaient leur mission de sauvetage épique vers la Géorgie du Sud à bord d'un canot de sauvetage. Du 24 avril au 30 août 1916, Wild et ses 21 compagnons d'infortune ont attendu du secours sur l'île de l'Éléphant, survivant dans une cabane formée principalement de deux canots retournés en mangeant du phoque et des fruits de mer. Ils ont été secourus par Shackleton à bord du navire chilien Yelcho. Le Point Wild sur l'île de l'Éléphant tient son nom de Frank Wild. On y trouve un monument dédié au capitaine chilien Luis Pardo qui le secourut lui et les siens, buste classé monument historique de l'Antarctique.

### Expédition Shackleton-Rowett
Franck Wild, dont c'est le 4e voyage avec Shackleton, tient le poste de commandant en second de cette expédition britannique en Antarctique. Menée entre 1921 et 1922, elle est la troisième et dernière commandée par l'explorateur Ernest Shackleton. Elle est généralement considérée comme le dernier épisode de l'âge héroïque de l'exploration en Antarctique, une période au cours de laquelle des hommes explorent la terra incognita qu'est alors l'Antarctique.

## Personnalité
Wild semble avoir été un homme d'un tempérament assez exceptionnel d'après ceux qui l'ont côtoyé. Shackleton lui-même le décrit arrivant sur l'île de l'Éléphant après une éprouvante traversée en 3 canots et des mois de campement sur la banquise de la mer de Weddell dont la dérive les menait à la mer libre qui baigne la péninsule de Graham :
« Je me souviens qu'à ce moment Wild, qui se tenait toujours au-dessus des événements, bons ou mauvais, se trouvait à mes côtés. Il était là, aussi indifférent et tranquille que s'il venait de quitter sa voiture pour une promenade au parc. »